# Rafael Crespo
Rafael José de Crespo Roche (Alfajarín, Zaragoza, 24 de octubre de 1779 - † íd., 1842) fue un político, escritor, poeta, dramaturgo y traductor español antiilustrado.

## Biografía
Rico terrateniente de Alfajarín y de ideología absolutista, se doctoró en ambos derechos en la Universidad de Zaragoza, enseñó retórica, buenas letras en la misma (1807-1817) y luego Derecho (1818-1823). Bibliófilo, se preocupó por hacerse con un ejemplar de las obras del escritor y abogado aragonés Juan Francisco López del Plano (1758-1808); sus Poesías selectas aparecerán impresas en Zaragoza con las notas de Crespo en 1880. Publica sus perdidos cuarenta Diálogos de los muertos, a imitación de los de Luciano de Samosata y Fontenelle, en el Diario de Zaragoza (1799-1808). Litiga interminablemente contra el Duque de Alagón defendiendo los derechos de los campesinos, pero también compra numerosas tierras cerca de Alfajarín convirtiéndose en un gran terrateniente. En 1823 empezó a servir en la magistratura como Alcaide del Crimen (1823) y Oidor de la Audiencia de Aragón (1826), miembro del Consejo Real y Regente de las Audiencias de Galicia (1832) y de Navarra (1832-1834), protegido por Fernando VII y su mujer. Por eso, al morir el rey en 1834 sufrió una depuración política y fue desterrado a Valencia entre 1834 y 1840 por orden reservada de Isabel II; allí se dedica a escribir y a traducir el Arte poética y las Odas de Horacio y escribe y publica su Poética (1839). Levantado su destierro, su vida solamente duró dos años más y falleció sin haber hecho testamento en 1842 en su pueblo natal. Su esposa, Antonia Ferruz, obtiene una pensión de ocho mil reales anuales en 1845, pagaderos desde 1842.

Fue miembro de la Sociedad Económica de Zaragoza (1813) y fiscal de la Academia de San Luis de Zaragoza, y dedicó parte de su tiempo a la literatura. Publicó Fábulas morales y literarias (Zaragoza, 1820), Poesías Epigramatarias (Zaragoza, 1837) y Don Papis de Bobadilla o Crítica de la pseudo-filosofía, novela en seis tomos que constituye una de las múltiples imitaciones del Don Quijote con el propósito de criticar feroz, pero también entretenidamente, las filosofías de la Ilustración; su primera versión fue redactada en 1814. 
- Datos: Q5941650

## Obras
- Comentario crítico sobre el epigrama, 1796.
- Poesías, manuscrito inédito.
- Diálogos de los muertos, inédito.
- Sátira contra la turbamulta de los Dios nos libre poetas en berza, por el abate Palominos, 1806.
- Observaciones a los Diccionarios de la Real Academia Española, 1817.
- Fábulas morales y literarias Zaragoza: Luis Cueto, 1820.
- A la Real Academia Española, 1821.
- Poesías epigramatarias,  Zaragoza: Francisco Magallón, 1827.
- Vida de Nuestro Señor Jesucristo: escrita por los evangelistas; puesta en un testo y orden cronológico; traducida en castellano y esplanada con notas, según santos padres, interpretes y escritores celebres. Valencia: Benito Monfort, 1840, 3 vols.
- Don Papis de Bobadilla o Crítica de la pseudo-filosofía, Zaragoza: Polo y Monge, 1829, 6 vols.
- Oración inaugural pronunciada en la Apertura del... Consejo de Navarra por su Regente D. Rafael José de Crespo, en el 2 de mayo de 1833. Pamplona, Javier Goyneche, 1833.
- Epístola a Evandro aconsejándole el estudio de las Matemáticas, 1836.
- Poética, Valencia, 1839.
- Viriato, tragedia manuscrita inédita.
- Julio Crispo, tragedia manuscrita inédita.
- Edipo, tragedia, manuscrito inédito.
- La Hernandiada, poema heroico, manuscrito inédito.
- Roeprocesos, poema, manuscrito inédito.